# 山西圣奥篮球俱乐部
山西圣奥篮球俱乐部曾经是中国全国男子篮球联赛的一支参赛球队，於2006年10月成立，由山西晋城煤业集团公司投资组建。於2012年赛季结束后销声匿迹。

## 歷史
2007年，山西圣奥篮球俱乐部首次参加全国男子篮球联赛，取得小组第二名进入决赛，於决赛中位列最后一名——第8名。於2008年及2009两年均未能夠取得小组出线。
2010年，全国男子篮球联赛修改赛制后，直到2012年，山西圣奥篮球俱乐部一直参加B组（资格组）比赛。其後無参加2013年全国男子篮球联赛。